# Живан Марељ
Живан Марељ (Шашинци, код Сремске Митровице, 1938) економиста је и друштвено-политички радник САП Војводине.

## Биографија
Рођен је 1938. године у Шашинцима, код Сремске Митровице. Гимназију је завршио у Сремској Митровици, а Економски факултет у Београду. Магистрирао је на Економском факултету у Скопљу са темом из области монетарно-кредитне проблематике.
Радио је у „Митросу“ у Сремској Митровици, Среском синдикалном већу, Скупштини општине у Одељењу за привредни развој, Општинском синдикалном већу у својству секретара и председника и секретара Општинског комитета Савеза комуниста у Сремској Митровици.
У Нови Сад је дошао 1974. године, након чега је био члан Извршног комитета Покрајинског комитета Савеза комуниста Војводине, а од 5. маја 1982. године до маја 1986. године председник Извршног већа Скупштине Војводине.
Председавао је делегацији Скупштине САП Војводине у Већу република и покрајина Скупштине СФРЈ, а потом је у једногодишњем мандату обављао функцију потпредседника и председника Скупштине АП Војводине.
Дао је оставку на све дужности након тзв. Јогурт револуције у Војводини 1988. године.